# Ернесто Апарісіо
Ернесто Апарісіо (ісп. Ernesto Aparicio; нар. 28 грудня 1948) — сальвадорський футболіст, що грав на позиції нападника.

## Клубна кар'єра
У дорослому футболі дебютував 1967 року виступами за команду «Атлетіко Марте», кольори якої і захищав протягом більшої частини кар'єри гравця, вигравши чемпіонство у 1969 і 1970 роках. Також недовго виступав за «Ексельсіор» (Санта-Ана), а завершував кар'єру у США в клубі «Чикаго Кетс» з Американської футбольної ліги, другого дивізіону країни, де виступав у сезоні 1975.

## Виступи за збірну
У складі національної збірної Сальвадору був учасником чемпіонату світу 1970 року у Мексиці, на якому зіграв у всіх трьох матчах. У зустрічах зі збірними Бельгії та Мексики виходив на поле у стартовому складі, а в заключному матчі проти збірної СРСР вийшов на заміну замість Маурісіо Родрігеса на 80-й хвилині.

## Титули і досягнення
- Чемпіон Сальвадору (3):

«Атлетіко Марте»: 1968/69, 1970